# Алкасоваш
Алкасоваш (порт. Alcáçovas; МФА: [aɫ.ˈka.su.vɐʃ]) — парафія в Португалії, у муніципалітеті Віана-ду-Алентежу. Розташована в південно-східній частині країни, на теренах історичної португальської провінції Алентежу. Входить до складу округу Евора. За адміністративним поділом, чинним до 1976 року, терени парафії були складовою провінції Верхнє Алентежу. Належить до Еворської діоцезії Католицької церкви. Патрон — Ісус Христос. Площа — 268,0047 км². Населення — 2111 ос. (2011). Слабо урбанізований регіон. Густота населення — 7,88 осіб/км²
. Код — 071301.

## Історія
1479 року Португалія й Кастилія підписали Алкасоваський договір, що закінчив війну за кастильську спадщину.

## Населення
| Кількість мешканців | Кількість мешканців | Кількість мешканців | Кількість мешканців | Кількість мешканців | Кількість мешканців | Кількість мешканців | Кількість мешканців | Кількість мешканців | Кількість мешканців | Кількість мешканців | Кількість мешканців | Кількість мешканців | Кількість мешканців | Кількість мешканців |
| ------------------- | ------------------- | ------------------- | ------------------- | ------------------- | ------------------- | ------------------- | ------------------- | ------------------- | ------------------- | ------------------- | ------------------- | ------------------- | ------------------- | ------------------- |
| 1864                | 1878                | 1890                | 1900                | 1911                | 1920                | 1930                | 1940                | 1950                | 1960                | 1970                | 1981                | 1991                | 2001                | 2011                |
| 2 044               | 2 108               | 2 295               | 2 391               | 3 027               | 3 350               | 3 606               | 4 384               | 4 541               | 4 314               | 2 651               | 2 480               | 2 329               | 2 088               | 2 111               |